# Ronco all'Adige
Ronco all'Adige là một đô thị ở tỉnh Verona trong vùng Veneto của Ý, có cự ly khoảng 90 km về phía tây của Venice và khoảng 25 km về phía đông nam của Verona. Tại thời điểm ngày 31 tháng 12 năm 2004, đô thị này có dân số 5.834 người và diện tích là 42,6 km².
Ronco all'Adige giáp các đô thị: Albaredo d'Adige, Belfiore, Isola Rizza, Oppeano, Palù, Roverchiaravà Zevio.